# Longue Marche 1
La Longue Marche 1 (en chinois : 长征一 ), abrégée en CZ-1 ou LM-1, parfois appelée Chang Zheng 1, est un lanceur léger de la famille des Longue Marche, dont il est le premier représentant, développé par la République populaire de Chine à partir 1965. Ce lanceur a notamment permis la mise en orbite du premier satellite artificiel chinois, nommé Dong Fang Hong 1, ce qui a fait de la Chine la cinquième puissance spatiale (après l'URSS, les États-Unis, la France et le Japon). Ce premier vol orbital, en 1970, fut suivi d'un deuxième l'année suivante et ouvrit la voie à la réalisation des lanceurs Longue Marche 2 et Tempête 1, à la base des lanceurs toujours utilisés de nos jours par le pays.

## Historique

### Débuts du spatial chinois etProjet 581
Comme les autres puissances spatiales de l'époque, la Chine a commencé par développer des missiles balistiques, qui ont par la suite constitué le point de départ pour la réalisation de lanceurs orbitaux. Au milieu des années 1950, l'industrie des missiles balistiques chinois se développe avec l'aide des ingénieurs soviétiques. À l'époque les dirigeants chinois entretiennent des liens étroits avec l'Union soviétique considérée comme un pays frère régi par les mêmes principes socialistes. Le lancement d'un satellite artificiel fait partie des objectifs inscrits dans la politique du Grand Bond en avant déclenchée par Mao Zedong en mai 1958 et la construction de la base de lancement de Jiuquan en Mongolie-Intérieure à la limite du désert de Gobi est décidée. La décision de lancer de programme, alors dénommé Projet 581, a été prise lors de la deuxième session de la huitième conférence du Parti communiste chinois, et fait suite à la mise en orbite réussie du premier satellite artificiel de l'histoire, Spoutnik-1, par l'Union soviétique. Un budget de 200 millions de yuans est alors débloqué, devant permettre la construction d'installations d'essais de moteur à Jiuquan, le développement de composants électroniques pouvant résister au vide spatial, et la construction d'un pas de tir. Un délégation chinoise tentera la même année d'organiser une visite du cosmodrome de Baïkonour, en URSS, mais cela leur sera refusé par Moscou, qui ne leur permettra que de voir un lancement de fusée-sonde.

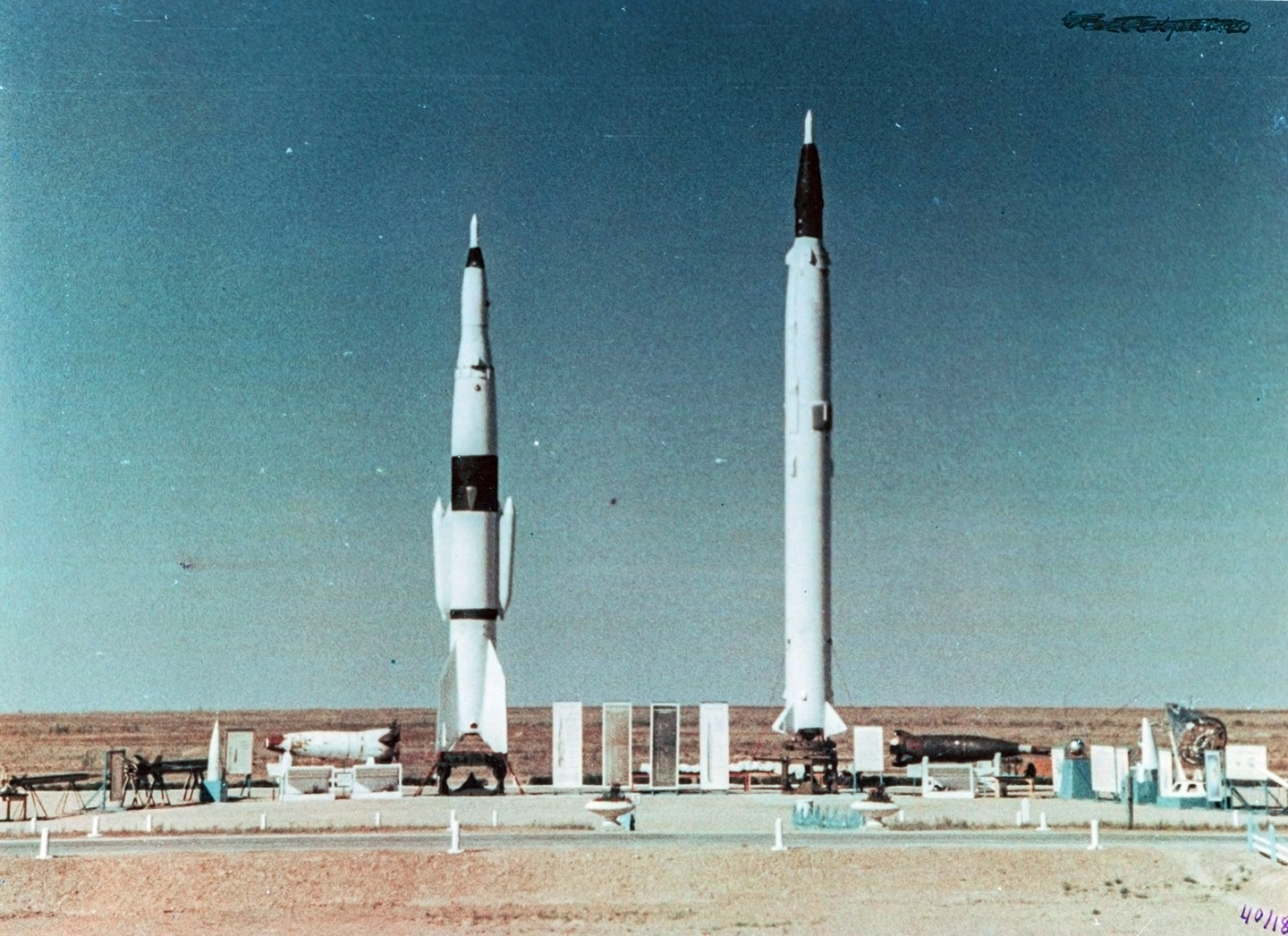
Missile R-2 (à gauche), qui aurait dû servir de base au lanceur orbital du Projet 581

Toutefois, après tous ces efforts engagés, les responsables chinois réalisent que leur ambition est bien trop élevée comparée aux moyens dont dispose le pays, qui possède alors une économie très fragilisée par le Grand Bond en avant, lancé à la même époque. De plus, plusieurs dissensions ont mené à de nombreux retards. Certains préféraient l'utilisation de missiles R-2 soviétiques, là où d'autres auraient voulu le développement d'un lanceur complètement national. En plus de cela, la réalisation d'un unique moteur fusée aurait nécessité à cette époque de regrouper plusieurs centaines d'entreprises, et de créer des machines dont la Chine ne maîtrisait pas la fabrication. Enfin, l'Union soviétique refuse désormais de livrer des missiles R-12 de nouvelle génération. Par conséquent, le Projet 581 est annulé à la fin de l'année 1959, et le gouvernement préféra se concentrer sur la réalisation de fusées-sondes, ce qui débouchera sur la fusée T-7.
Malgré l'annulation du Projet 581, une petite équipe de scientifiques continue à travailler sur le secteur spatial. De plus, le programme d'armement nucléaire n'est pas stoppé, mais progresse plus lentement. Le 10 septembre 1960, la Chine réalise son premier tir de missile balistique depuis la base de Jiuquan, grâce à un R-2 soviétique, rempli avec du carburant chinois. Le 5 novembre, un autre essai est tenté, avec cette fois un missile R-2 entièrement fabriqué en Chine. Mais ceci marquera le dernier échange entre les deux pays, à cause de la détérioration des relations entre la Chine et l'Union soviétique. Par la suite, les scientifiques chinois devront se baser sur leurs propres technologies.
Au milieu des années 1960, la situation économique du pays commence à s'améliorer, de plus, l'expérience engendrée par les tirs de fusées-sondes permettent d'envisager de nouveaux développements dans le secteur spatial chinois. En avril 1965, une feuille de route est créée avec le but de lancer un satellite artificiel dans cinq ans. Le Comité Spécial du Conseil Central approuva le projet, et demanda à la CAS de concevoir les grandes lignes du premier satellite en moins d'une dizaine de jours. Il en découla le satellite dénommée Dong Fang Hong 1 (en français : « L'Orient est Rouge 1 »), qui est conçu pour peser approximativement une centaine de kilogrammes, et pour avoir une forme de sphère d'un mètre de diamètre. Le 2 août 1965, le Projet 651 est adopté, comprenant le développement du premier satellite ainsi que de son lanceur orbital.

### Projet 651et laLongue Marche 1

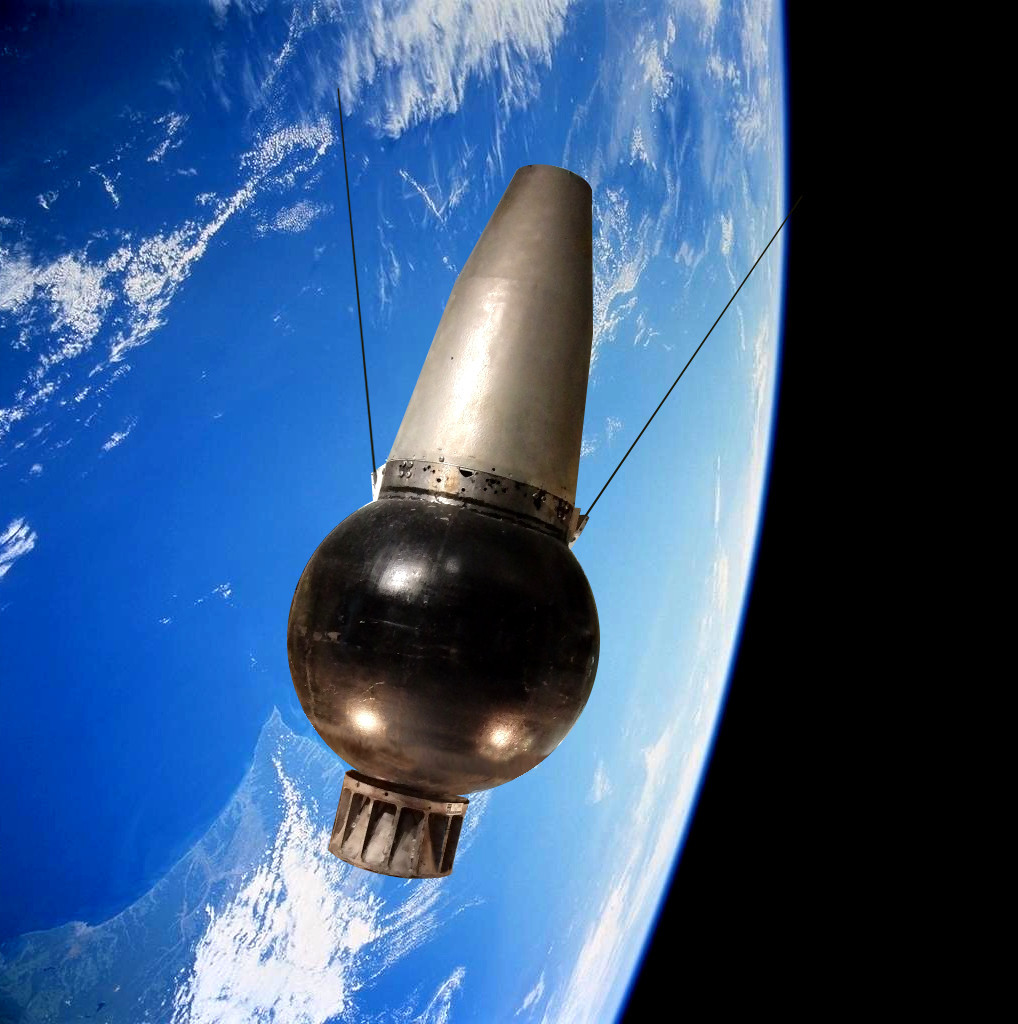
Ohsumi, premier satellite artificiel japonais

Les Chinois commencèrent alors le développement de la CZ-1 à la seconde moitié de l'année 1965, alors que la France venait d'envoyer Astérix en orbite, devant ainsi la troisième puissance spatiale. L'objectif non officiel du gouvernement de l'époque était de lancer un satellite par eux-mêmes avant que les japonais ne le fasse. Or, le Japon développait un lanceur très simple, composé d'étage à poudre empilés les uns sur les autres, la Lambda-4S. La Chine va miser sur son missile balistique Dong-Feng 4 (abrégé en DF-4), qui possède lui deux étages à propulsion liquide, calqué sur le modèle de certains missiles soviétiques, qui a cette époque était encore en développement. Le responsable de la conception de la fusée est Ren Xinmin.
Le Japon essaiera une première fois d'atteindre l'orbite avec sa Lambda-4S en 1966, mais ce fut un échec. Le pays rentera la même année, mais l'issue du vol fut similaire. À cette époque, le DF-4 n'en est encore qu'au stade du développement, et n'est pas prêt au vol. Le Japon effectuera une nouvelle tentative de lancement en 1967, ce sera un échec. Ces erreurs sur les lanceurs japonais vont permettre à la Chine d'enfin aboutir à un missile DF-4 fonctionnel. Fin 1969, le Japon s'apprête à réaliser une quatrième tentative de vol orbital. La Chine va alors précipiter le premier vol d'essai suborbital du missile qui aura lieu le 16 novembre, là où la tentative japonaise aura lieu le 22. Les deux lancements, chinois et japonais, se solderont pas un échec.
Le futur lanceur orbital chinois, nommé Longue Marche 1, est composée d'un missile DF-4, qui est surmonté d'un troisième étage à propergol solide pour finaliser la mise en orbite. Le développement de ce missile devait également servir de base à la réalisation du futur DF-5, qui aurait dû être utilisé pour l'envoi du vaisseau habité Shuguang. La mise au point d'un propulseur à carburant solide pour le troisième étage du lanceur fut une étape majeure pour les Chinois, à la fin des années 1960. Ce troisième étage a poudre fut testé à bord de la fusée-sonde T-7A lors de deux vols ayant eu lieu en août 1968. Ces deux essais en vol furent des succès, l'étage prouvant sa capacité à s'allumer à n'importe quelle altitude comprise entre 100 et 320 kilomètres.
Le moteur-fusée de cet étage mesurait 4 m de long pour un diamètre de 77 cm, et brûlait 1 800 kg de propergol, un chiffre bien plus élevé que tout ce qu'avaient réalisé les Chinois jusqu'alors. Il fallait, de plus, pouvoir assurer un allumage fiable à ce moteur, à haute altitude, alors qu'il était en rotation sur lui-même à grande vitesse. De mai 1969 à janvier 1970, quatre essais à pleine puissance furent effectués sous différentes conditions.

### Premiers vols orbitaux (CZ-1)

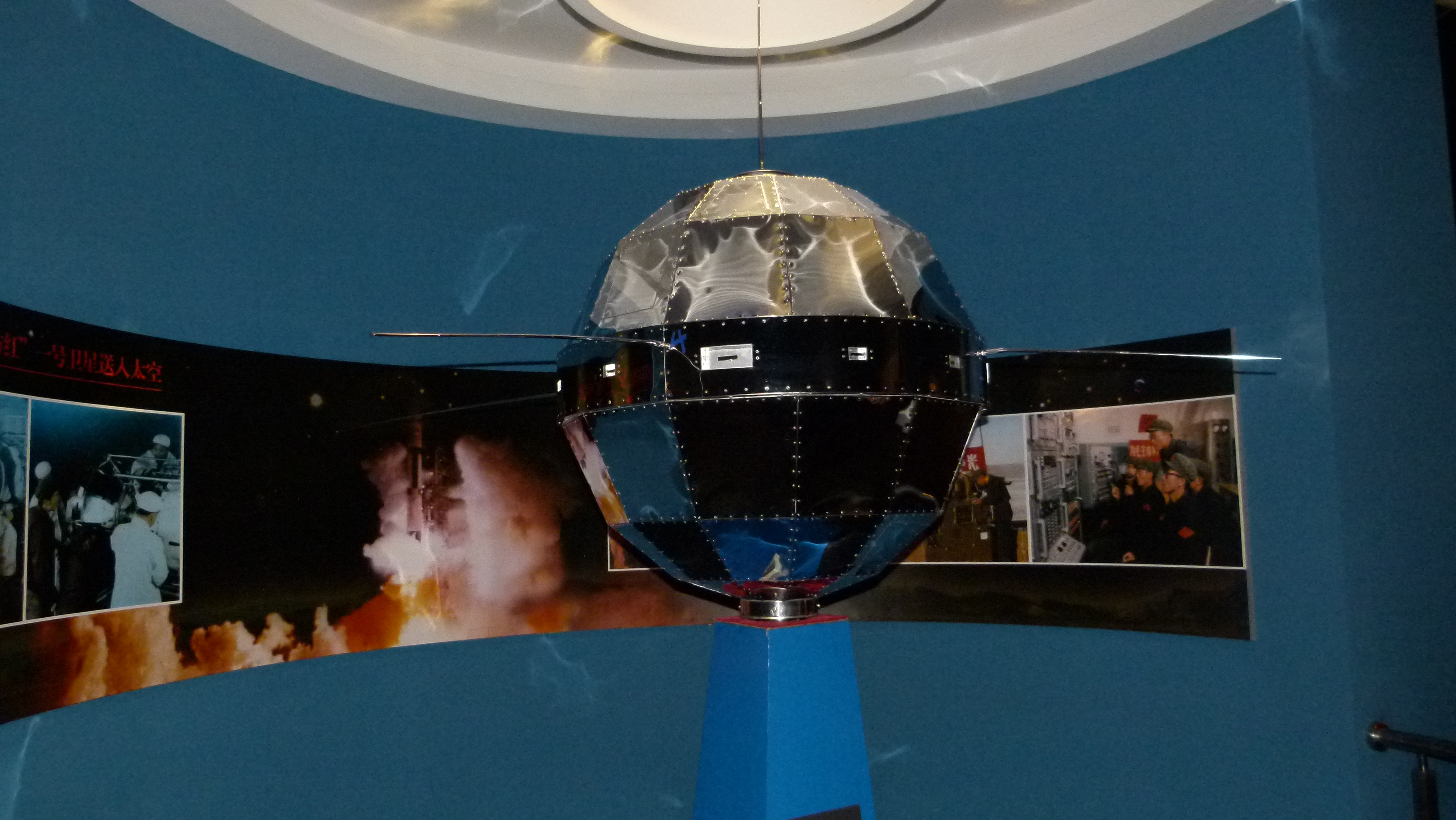
Dong Fang Hong 1, premier satellite artificiel chinois

Après avoir réalisé les vérifications nécessaires, le gouvernement approuve l'envoi à la base de Jiuquan de la première Longue Marche 1 opérationnelle en début d'année 1970. Quelques jours plus tard, le Japon réussi après cinq tentatives à atteindre l'orbite en y plaçant le satellite Ohsumi. Il faudra attendre le 24 avril 1970 pour que la Chine ne réalise finalement son premier vol orbital, grâce à la Longue Marche 1, en plaçant le satellite Dong Fang Hong 1 (abrégé en DFH-1, traduit par « L'Orient est rouge ») en orbite. Le satellite en orbite jouera quelques notes de la chanson populaire homonyme grâce à un émetteur placé là quelques mois avant le lancement du satellite, en remplacement d'instruments scientifiques. Avec cette mise en orbite, Dong Fang Hong 1 devient le plus lourd premier satellite lancé par un pays, 173 kg. Zhou Enlai, dirigeant du programme spatial chinois, déclarera:
« Nous l'avons fait grâce à nos propres efforts »
Il est également à noter que lors de ce vol une expérience scientifique était installée sur le troisième étage GF-02. Il s'agit d'un réflecteur solaire déployable, chargé de refléter la lumière du Soleil afin de rendre son passage visible pour toute la planète dans le ciel. Ce que les observateurs pensaient être Dong Fang Hong 1 n'était en réalité que le troisième étage.
Dans le cadre du programme Longue Marche 1, deux troisièmes étages furent produits au cas-où le premier vol soit un échec. Ainsi, l'étage restant fut réutilisé pour le lancement du satellite Shijian-1 le mois suivant, un satellite scientifique. Le lancement de ce dernier fut chaotique. Après l'arrêt de propulsion du troisième étage, les boulons explosifs retenant le satellite explosèrent, mais Shijian ne se sépara pas du reste du lanceur. Les signaux transmis pendant les huit premiers jours seront très faibles, avant que tout à coup la réception se fasse comme prévu, le satellite ayant été finalement délogé du troisième étage. Le satellite était assez proche de DFH-1, mais à la place de l'émetteur qui avait été installé sur ce dernier, plusieurs expérimentations ont pu être embarquées, dont un magnétomètre. Le satellite brûlera finalement dans l'atmosphère le 17 juin 1979, alors qu'il émettait toujours.
Après ce vol, le pays ne lancera plus aucune fusée pendant 2 ans, préférant finalement par la suite les Longue Marche 2 et Tempête 1 pour le lancement de satellites.
La version d'origine CZ-1 de cette fusée était capable de placer une charge utile de 300 kg en orbite basse (OBT/LEO). Dans cette configuration, le lanceur a donc été tiré seulement deux fois, entre le 24 avril 1970 et le 3 mars 1971.

### Versions ultérieures (CZ-1A, 1B, 1Cet1D)

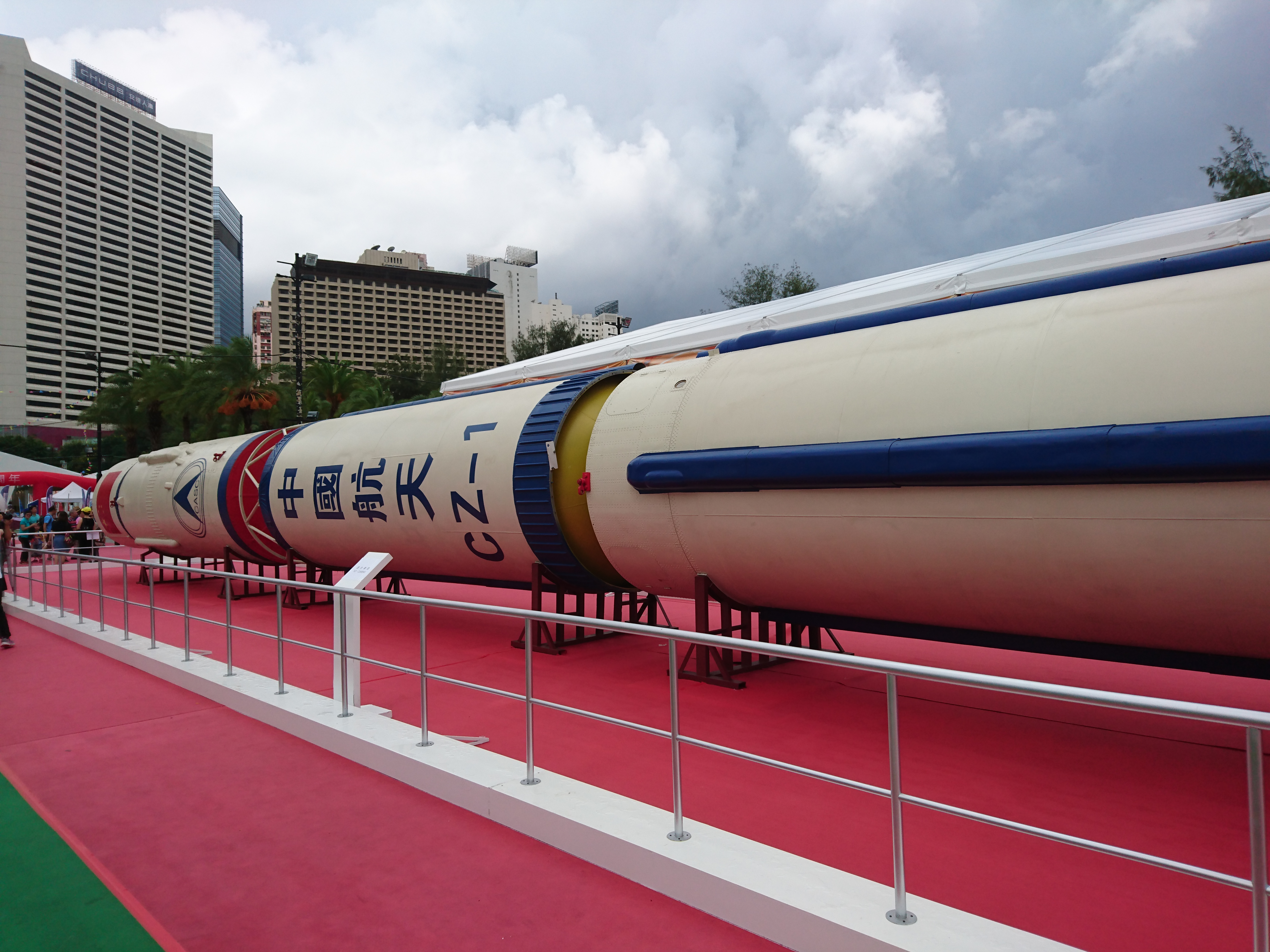
Étages supérieurs d'une Longue Marche 1D exposée à Hong-Kong

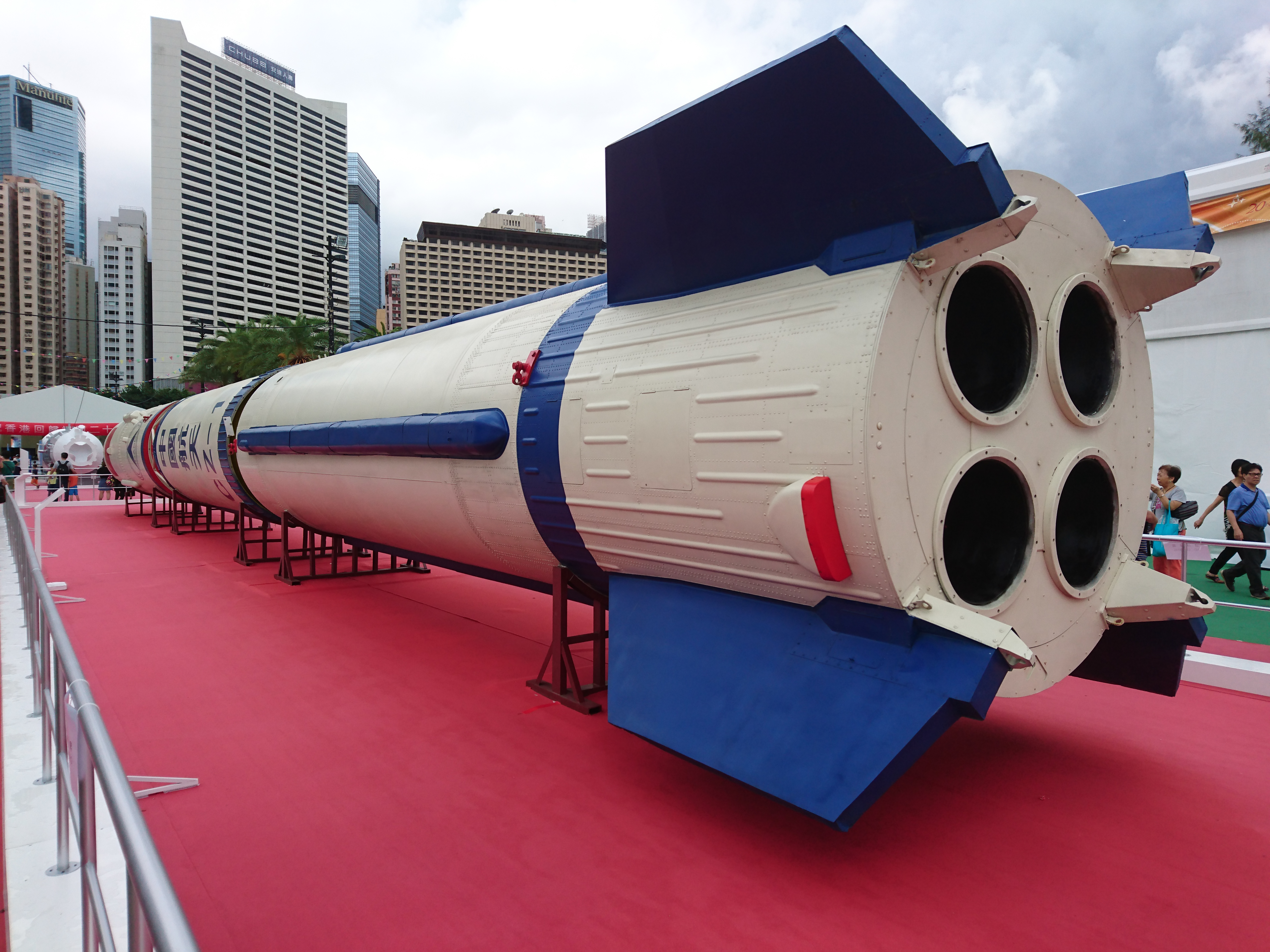
Maquette d'une Longue Marche 1D exposée à Hong Kong.

Après le lancement réussi des deux premiers vols orbitaux chinois, le pays mettra en pause tous les développements envisagés pour le lanceur, concentrant les efforts des constructeurs sur la réalisation des Longue Marche 2 et Tempête 1.
Parmi ces versions abandonnées se trouve la Longue Marche 1A, proposée dès 1969, qui aurait été équipée d'un nouveau troisième étage, qui contrairement à celui de la Longue Marche 1 aurait été propulsé par des ergols cryotechniques (hydrogène et oxygène liquide), et aurait été contrôlable, ce qui aurait permis l'envoi de plus gros satellite. La Longue Marche 1A aurait dû envoyer les satellites Dengta-1 et Shijian-2 en orbite. Le projet d'étage à hydrogène fut néanmoins jugé trop complexe, et le projet fut mis en sommeil pour quelques années (à l'époque, seuls les États-Unis et très récemment la France maîtrisaient ces ergols).
En février 1974, la 1re Académie finalise le concept de Longue Marche 1A, et le développement se poursuit jusqu'en 1975. À ce moment, la création d'un moteur à hydrogène était de nouveau envisagé, tant pour équiper la Longue Marche 3 que la Longue Marche 1A, mais les ressources financières et techniques étaient surtout concentrées sur ces nouvelles Longue Marche. Le projet fut transféré à l'Institut de Machinerie et d'Électronique de Pékin, mais fut par la suite abandonné au début des années 1980.
Au début des années 1980, il fut également envisagé la réalisation de la Longue Marche 1B, qui aurait reprise les deux premiers étages de la CZ-1, mais en changeant le troisième étage GF-02 du lanceur par des propulseurs Mage italiens, développés pour le programme Ariane. Néanmoins à cause de manque de moyens, ces étages italiens ne furent jamais achetés, et la CZ-1B ne dépassa jamais le stade de la planche à dessin.
Une autre version fut envisagée, la Longue Marche 1C, parfois nommée « Nouvelle Longue Marche XI ». Ce lanceur aurait utilisé les deux premiers étages classiques du lanceur CZ-1, en modifiant le troisième étage qui serait devenu à propulsion liquide, utilisant du peroxyde d'azote et de l'UDMH, ce qui aurait permis d'envoyer plus de 500 kg en orbite basse. Un essai d'allumage du moteur de l'étage fut réalisé en 1984, mais échoua à cause d'un problème d'alimentation en carburant. Le projet fut annulé en 1988 pour diverses raisons.
Au début des années 1990, une autre, et ultime version fut proposée, dénommée Longue Marche 1D. Ce lanceur reprenait le premier étage de la Longue Marche 1 (en modifiant le carburant utilise), mais les moteurs du deuxième furent modifiés, et remplacés par deux YF-40 propulsés à l'UDMH et peroxyde d'azote. Ces moteurs proviennent du troisième étage de la version abandonnée Longue Marche 1C, et sont également utilisés depuis sur la Longue Marche 4. Le troisième étage lui fut remplacé par un plus large, le FG-36, qui utilise toujours un propergol solide. L'inter-étage entre le deuxième et le troisième étage fut lourdement modifié, permettant ainsi l'adjonction de système de contrôle du lanceur. Sur ses missions orbitales, la CZ-1D aurait également pu embarquer un quatrième étage à ergols liquides. Cette version était capable d'emporter 930 kg en orbite basse, et 350 kg en orbite héliosynchrone, et était destinée au marché commercial.
Contrairement aux CZ-1A, B et C, la Longue Marche 1D effectua plusieurs lancements, mais ils furent suborbitaux, afin de tester de nouvelles têtes de rentrées. La première CZ-1D décolla le 1er juin 1995 depuis la base de lancement de Taïyuan, vol qui se solda par une réussite. Deux autres lancements furent effectués jusqu'au 3 janvier 2002, ce dernier vol s'étant lui soldé par un échec. Le lanceur ne trouvera jamais de clients pour des lancements commerciaux en orbite, et n'aura donc effectuée que trois vols suborbitaux. Après ce dernier vol, plus aucune nouvelle version de la Longue Marche 1 ne fut étudiée.
| Version          | État       | Premier vol | Nombre de vols    | Base de lancement  | Charge utile (OBT/LEO) |
| ---------------- | ---------- | ----------- | ----------------- | ------------------ | ---------------------- |
| Longue Marche 1  | Développée | 16/11/1969  | 4 (2 suborbitaux) | Site 5020, Jiuquan | 300 kg                 |
| Longue Marche 1A | Étudiée    | -           | -                 | Site 5020, Jiuquan | ?                      |
| Longue Marche 1B | Étudiée    | -           | -                 | Site 5020, Jiuquan | ?                      |
| Longue Marche 1C | Testée     | -           | -                 | ZL-1, Taïyuan      | 500 kg                 |
| Longue Marche 1D | Développée | 01/06/1995  | 3 (suborbitaux)   | ZL-1, Taïyuan      | 930 kg                 |

## Caractéristiques techniques

Comparaison entre la Longue Marche 1 et le missile DF-4

### Généralités
La Longue Marche 1 est un lanceur basée sur le missile balistique DF-4. Sa première version, également nommée CZ-1, était composée de deux étages à ergols liquides (UDMH et Acide Nitrique), et d'un étage supérieur à propergol solide.
Le premier étage de quasiment 30 mètres de longueur possède deux réservoirs d'UDMH et d'Acide nitrique de type AK-27S. Le tout est propulsé par un moteur YF-2A, qui est en réalité un assemblage de quatre moteurs YF-1A. Au bas de l'étage se trouvent quatre ailerons aérodynamiques, permettant une meilleure stabilité du lanceur en vol. Au sommet se trouve une grille entre le premier et le deuxième étage, permettant aux gaz d'échappement du deuxième étage de passer. En effet, le lanceur utilise une technique de séparation à chaud, durant laquelle certains moteurs de contrôle sont allumés avant la séparation. Ce mécanisme reste largement utilisé aujourd'hui sur d'autres lanceurs comme Soyouz, Proton ou la Longue Marche 3.
Le deuxième étage lui est propulsé par un unique moteur YF-3A, alimenté par de l'UDMH et de l'acide nitrique AK-27S comme le premier étage. Après l'arrêt du deuxième étage, l'ensemble continuait à avancer sur son élan pendant plus de 200 secondes avant que le troisième étage ne soit séparé puis mis à feu. Le deuxième fut lourdement modifié par rapport aux premières versions dessinées du lanceur. En effet, la présence du troisième étage affaiblissait grandement la structure du lanceur, pour corriger ce défaut, le moteur a été directement collé au fond du réservoir, et ces mêmes réservoirs furent rapprochés le plus possible. Ces modifications ont fait gagner deux mètres de haut au lanceur final.
Un système de contrôle d'attitude, employant les ergols résiduels dans les réservoirs, fut ajouté au second étage, afin de pouvoir contrôler les mouvements de l'ensemble pendant la phase de vol à gravité zéro. Après avoir été séparé du second étage, le troisième étage était mis en rotation sur lui-même jusqu'à une vitesse de 180 tr/min, par le biais d'une petite fusée dédiée spécialement à cet usage. Cette auto-rotation, imprimée juste avant l'allumage du moteur, donnait à l'étage une bonne stabilité pendant la durée de combustion de ce dernier. Il est à noter que le troisième étage GF-02 est installé dans la coiffe du lanceur, avec le satellite.
La Longue Marche 1D possède des caractéristiques différentes de la première version. La principale amélioration concernait la poussée développée par le premier étage, passant de 1 020 à 1 101,2 kN, grâce à l'utilisation du YF-2B, des moteurs plus optimisés. Le deuxième étage lui fut complètement modifié, et est désormais équipé de deux moteurs YF-40, provenant du troisième étage de la version CZ-1C étudiée, puis abandonnée. Ces moteurs voleront aussi sur le troisième étage de la Longue Marche 4.
Le troisième étage lui est complètement nouveau sur cette version, et est désormais à l'extérieur de la coiffe. Toujours à poudre, il permet d'augmenter grandement la capacité d'emport de cette version par rapport à la CZ-1. Sous la coiffe, il était prévu d'installer un quatrième étage à ergols liquides lors des vols orbitaux du lanceurs. Ceux-ci n'ayant jamais eu lieu, cet étage ne vola jamais sur Longue Marche 1.

### Tableau comparatif
Note : Ce tableau ne présente pas les versions CZ-1A et 1C, par manque d'informations sur les caractéristiques de ces dernières.
| Étage/Version               | Longueur | Diamètre | Masse au décollage (Masse d'ergols) | Moteurs         | Poussée    | Ergols utilisés                               | Temps de combustion |
| --------------------------- | -------- | -------- | ----------------------------------- | --------------- | ---------- | --------------------------------------------- | ------------------- |
| Caractéristiques générales  |          |          |                                     |                 |            |                                               |                     |
| Longue Marche 1             | 29,86 m  | 2,25 m   | 81 570 kg                           | YF-2A (4 YF-1A) | 1 019,9 kN | UDMH/Acide Nitrique (AK-27S) Propergol solide | -                   |
| Longue Marche 1B (ou CZ-1M) | ?        | 2,25 m   | 80 930 kg                           | YF-2A (4 YF-1A) | 1 019,9 kN | UDMH/Acide Nitrique (AK-27S) Propergol solide | -                   |
| Longue Marche 1D            | 28,22 m  | 2,25 m   | 81 075 kg                           | YF-2B (4 YF-1B) | 1 101,2 kN | UDMH/Peroxyde d'azote Propergol solide        | -                   |
| Premier étage               |          |          |                                     |                 |            |                                               |                     |
| Longue Marche 1             | 17,835 m | 2,25 m   | 65 250 kg (61 070 kg)               | YF-2A (4 YF-1A) | 1 019,9 kN | UDMH/Acide Nitrique (AK-27S)                  | 140 s               |
| Longue Marche 1B (ou CZ-1M) | 17,835 m | 2,25 m   | 65 250 kg (61 070 kg)               | YF-2A (4 YF-1A) | 1 019,9 kN | UDMH/Acide Nitrique (AK-27S)                  | 140 s               |
| Longue Marche 1D            | 19,735 m | 2,25 m   | 65 040 kg (60 860 kg)               | YF-2B (4 YF-1B) | 1 101,2 kN | UDMH/Peroxyde d'azote                         | 131,5 s             |
| Deuxième étage              |          |          |                                     |                 |            |                                               |                     |
| Longue Marche 1             | 7,486 m  | 2,25 m   | 13 550 kg (2 270 kg)                | 1 YF-3A         | 294,2 kN   | UDMH/Acide Nitrique (AK-27S)                  | 102 s               |
| Longue Marche 1B (ou CZ-1M) | 7,486 m  | 2,25 m   | 13 550 kg (2 270 kg)                | 1 YF-3A         | 294,2 kN   | UDMH/Acide Nitrique (AK-27S)                  | 102 s               |
| Longue Marche 1D            | 6,037 m  | 2,25 m   | 13 490 kg (1 100 kg)                | 2 YF-40         | 100,86 kN  | UDMH/Peroxyde d'azote                         | 360 s               |
| Troisième étage             |          |          |                                     |                 |            |                                               |                     |
| Longue Marche 1             | 4,565 m  | 0,77 m   | 2 200 kg (400 kg)                   | 1 GF-02         | 111 kN     | Propergol solide                              | 40 s                |
| Longue Marche 1B (ou CZ-1M) | 2,30 m   | 1,30 m   | 1 830 kg (256 kg)                   | 1 Mage          | 29,4 kN    | Propergol solide                              | 150 s               |
| Longue Marche 1D            | 1,696 m  | 2,054 m  | 1 315 kg (523 kg)                   | 1 GF-36         | 44,6 kN    | Propergol solide                              | 41 s                |
| Coiffe                      |          |          |                                     |                 |            |                                               |                     |
| Longue Marche 1             | 4,63 m   | 1,5 m    | 270 kg                              | -               | -          | -                                             | -                   |
| Longue Marche 1B (ou CZ-1M) | ?        | ?        | ?                                   | -               | -          | -                                             | -                   |
| Longue Marche 1D            | 4 m      | 2,054 m  | 250 kg                              | -               | -          | -                                             | -                   |

### Profil de vol
Note: Ce profil de vol correspond à la Longue Marche 1D.
| Étapes du vol                    | Temps après le décollage |
| -------------------------------- | ------------------------ |
| Décollage                        | T+0 s                    |
| Extinction premier étage         | T+131,4 s                |
| Séparation premier étage         | T+132 s                  |
| Allumage deuxième étage          | T+153 s                  |
| Extinction deuxième étage        | T+489 s                  |
| Séparation deuxième étage        | T+491 s                  |
| Éjection de la coiffe du lanceur | T+601,9 s                |
| Allumage troisième étage         | T+606,9 s                |
| Extinction troisième étage       | T+643,9 s                |
| Séparation du satellite          | T+659,9 s                |

## Liste des lancements deLongue Marche 1

### Vols d'essais
Cette catégorie regroupe tous les vols effectués dans le but d'éprouver les composants de la future Longue Marche 1. Ne sont pas comptés les vols ultérieurs de DF-4, n'ayant aucun rapport avec les lancements de satellites.
| Succès | Succès | Succès | Fusée | Date de lancement (UTC) | Base de lancement  | Composition de la fusée                                                          | Altitude | Notes                                               |
| ------ | ------ | ------ | ----- | ----------------------- | ------------------ | -------------------------------------------------------------------------------- | -------- | --------------------------------------------------- |
|        | ✓      |        | T-7A  | 08/08/1968              | Site 95, Jiuquan   | Essai d'une version simplifié et réduite du troisième étage GF-02, ici un GF-01A | 311 km   |                                                     |
|        | ✓      |        | T-7A  | 20/08/1968              | Site 95, Jiuquan   | Essai d'une version simplifié et réduite du troisième étage GF-02, ici un GF-01A | 311 km   |                                                     |
|        | ✕      |        | CZ-1  | 16/11/1969              | Site 5020, Jiuquan | Essai des deux premiers étages de la CZ-1                                        | ? km     | Échec : Le lanceur explose après 69 secondes de vol |
|        | ✓      |        | CZ-1  | 10/01/1970              | Site 5020, Jiuquan | Essai des deux premiers étages de la CZ-1                                        | ? km     |                                                     |

### Vols opérationnels
Cette catégorie regroupe tous les lancements effectués dans le cadre de campagnes dites opérationnelles.
| Succès | Succès | Succès | Vol n° | Version | Date de lancement (UTC) | Base de lancement  | Charge utile (Masse)      | Type                   | Orbite     | Notes                                                                                     |
| ------ | ------ | ------ | ------ | ------- | ----------------------- | ------------------ | ------------------------- | ---------------------- | ---------- | ----------------------------------------------------------------------------------------- |
|        | ✓      |        | 1      | CZ-1    | 24/04/1970 13h35        | Site 5020, Jiuquan | Dong Fang Hong 1 (173 kg) | Satellite expérimental | OBT (LEO)  | Premier vol orbital de la Longue Marche 1 Premier satellite artificiel chinois            |
|        | ✓      |        | 2      | CZ-1    | 03/03/1971 12h15        | Site 5020, Jiuquan | Shijian-1 (221 kg)        | Satellite scientifique | OBT (LEO)  | Premier vol d'un satellite scientifique chinois Dernier vol orbital de la Longue Marche 1 |
|        | ✓      |        | -      | CZ-1D   | 01/06/1995              | ZL-7, Taïyuan      | -                         | -                      | Suborbital | Premier vol de la Longue Marche 1D Premier vol d'une CZ-1 depuis Taïyuan                  |
|        | ✓      |        | -      | CZ-1D   | 01/11/1997              | ZL-7, Taïyuan      | -                         | -                      | Suborbital |                                                                                           |
|        | ✕      |        | -      | CZ-1D   | 03/01/2002 12h15        | ZL-7, Taïyuan      | -                         | -                      | Suborbital | Échec : La coiffe du lanceur ne s'est pas ouverte Dernier vol de la Longue Marche 1D      |